# Euthyone simplex
Euthyone simplex är en fjärilsart som beskrevs av Walker 1854. Euthyone simplex ingår i släktet Euthyone och familjen björnspinnare. Inga underarter finns listade i Catalogue of Life.